# مادژاری
مادژاری (به بلغاری: Madzhari) یک منطقهٔ مسکونی در بلغارستان است که در شهرستان استامبولوو واقع شده‌است.